# Aeropedellus variegatus
Aeropedellus variegatus är en insektsart som först beskrevs av Fischer von Waldheim 1846.  Aeropedellus variegatus ingår i släktet Aeropedellus och familjen gräshoppor.

## Underarter
Arten delas in i följande underarter:
- A. v. fasciatus
- A. v. borealis
- A. v. gelidus
- A. v. minutus
- A. v. variegatus